# Адміністративний устрій Березнівського району
Адміністративний устрій Березнівського району — адміністративно-територіальний поділ Березнівського району Рівненської області на 1 міську, 1 селищну та 23 сільські ради, які об'єднують 55 населених пунктів та підпорядковані Березнівській районній раді. Адміністративний центр — місто Березне.

## Список радБерезнівського району
| №  | Назва                        | Центр                 | Населені пункти                                                           | Площа км² | Місце за площею | Населення (2001), чол. | Місце за населенням | Розташування |
| -- | ---------------------------- | --------------------- | ------------------------------------------------------------------------- | --------- | --------------- | ---------------------- | ------------------- | ------------ |
| 1  | Березнівська міська рада     | м. Березне            | м. Березне                                                                |           |                 | 13390                  |                     |              |
| 2  | Соснівська селищна рада      | смт Соснове           | с. Адамівка с. Великі Селища с. Вілля с. Глибочок с. Іванівка смт Соснове |           |                 |                        |                     |              |
| 3  | Балашівська сільська рада    | с. Балашівка          | с. Балашівка с. Лінчин с. Михалин с. Сівки                                |           |                 |                        |                     |              |
| 4  | Бистрицька сільська рада     | c. Бистричі           | c. Бистричі                                                               |           |                 | 2754                   |                     |              |
| 5  | Білківська сільська рада     | c. Білка              | c. Білка с. Підгало                                                       |           |                 | 1172                   |                     |              |
| 6  | Бронська сільська рада       | c. Бронне             | c. Бронне                                                                 |           |                 | 914                    |                     |              |
| 7  | Великопільська сільська рада | c. Велике Поле        | с. Велика Купля c. Велике Поле с. Замостище с. Яблунне                    |           |                 |                        |                     |              |
| 8  | Вітковицька сільська рада    | c. Вітковичі          | c. Вітковичі                                                              |           |                 | 2078                   |                     |              |
| 9  | Голубненська сільська рада   | c. Голубне            | c. Голубне                                                                |           |                 | 685                    |                     |              |
| 10 | Городищенська сільська рада  | c. Городище           | c. Городище с. Орлівка                                                    |           |                 | 8239                   |                     |              |
| 11 | Грушівська сільська рада     | c. Грушівка           | с. Ведмедівка с. Вільхівка c. Грушівка с. Грушівська Гута с. Ялинівка     |           |                 |                        |                     |              |
| 12 | Губківська сільська рада     | c. Губків             | c. Губків с. Мочулянка                                                    |           |                 | 895                    |                     |              |
| 13 | Друхівська сільська рада     | c. Друхів             | c. Друхів                                                                 |           |                 | 1460                   |                     |              |
| 14 | Зірненська сільська рада     | c. Зірне              | c. Зірне                                                                  |           |                 | 2537                   |                     |              |
| 15 | Кам'янська сільська рада     | c. Кам'янка           | с. Антонівка c. Кам'янка с. Кургани                                       |           |                 |                        |                     |              |
| 16 | Малинська сільська рада      | c. Малинськ           | с. Карачун c. Малинськ с. Малушка                                         |           |                 |                        |                     |              |
| 17 | Марининська сільська рада    | c. Маринин            | с. Більчаки c. Маринин                                                    |           |                 |                        |                     |              |
| 18 | Моквинська сільська рада     | c. Моквин             | c. Моквин с. Новий Моквин                                                 |           |                 | 3011                   |                     |              |
| 19 | Поліська сільська рада       | с. Озірці c. Поліське | с. Поліське                                                               |           |                 |                        |                     |              |
| 20 | Полянська сільська рада      | c. Поляни             | с. Поляни                                                                 |           |                 | 1478                   |                     |              |
| 21 | Прислуцька сільська рада     | c. Прислуч            | с. Колодязне с. Прислуч с. Хотин                                          |           |                 |                        |                     |              |
| 22 | Тишицька сільська рада       | c. Тишиця             | с. Богуші с. Князівка с. Тишиця                                           |           |                 |                        |                     |              |
| 23 | Хмелівська сільська рада     | c. Хмелівка           | с. Совпа с. Хмелівка                                                      |           |                 |                        |                     |              |
| 24 | Яринівська сільська рада     | c. Яринівка           | с. Яринівка                                                               |           |                 | 857                    |                     |              |
| 25 | Яцьковицька сільська рада    | c. Яцьковичі          | с. Яцьковичі                                                              |           |                 | 1211                   |                     |              |

* Примітки: м. — місто, с-ще — селище, смт — селище міського типу, с. — село